# Albin Michel
Albin Michel (Bourmont, 29 luglio 1873 – Bourg-la-Reine, 2 marzo 1943) è stato un editore francese che nel 1903 fondò la casa editrice Albin Michel.

## Biografia
Nato nel villaggio di Bourmont in Haute-Marne, Albin-Jules è il quinto di sei figli di Francesco Michel (1832-1915), medico, e di Emelie Françoise Mayeur (1840-1915). La sua infanzia fu segnata dalle visite dell'editore Ernest Flammarion, un amico di famiglia che portava in quel piccolo villaggio un po' di agitazione parigina.
Segue le scuole a Neufchâteau come i suoi fratelli, che hanno lasciato la sotto-prefettura dei Vosgi, Georges per entrare nella scuola di Chirurgia, Ferdinand nel Politecnico e Louis per preparare un concorso per la Banque de France.

### L'ascesa di un giovane editore
Nel mese di settembre 1890, Albin Michel, che non ha superato l'esame per il baccalauréat, si reca a Parigi con in tasca la raccomandazione paterna per il suo amico Ernest Flammarion. È assunto da Auguste Vaillant, il socio di Ernest Flammarion nelle librerie, e inizia come commesso presso la libreria al 26 di Rue Racine nel quartiere dell'Odéon, a Parigi.
Buon venditore, viene nominato nel 1897 direttore di una filiale situata in Avenue de l'Opéra, a quell'epoca il negozio di punta della casa Flammarion. Nel 1900, era impegnato a costruire una solida posizione per sé e per la fidanzata Claire Vuillaume (1881-1909), figlia di un veterinario, che sposò l'8 giugno 1901.
Propone di associarsi con Flammarion, ma Vaillant lo rifiuta. Lascia la Flammarion, stabilisce i primi progetti della propria casa editrice e, allo stesso tempo, apre il suo negozio di libri al 59 di Rue des Mathurins ed entra nella proprietà di un'altra libreria a Bordeaux. Comincerà poi a pubblicare libri leggeri, anche in qualche modo erotici, impreziositi da piccole illustrazioni.
Con The Pushy di Félicien Champsaur, pubblicato nel 1902, il primo libro pubblicato sotto il suo marchio, ottiene uno dei più grandi successi dell'epoca: lo scrittore è solfureo e per lanciare questo romanzo Albin Michel inventa la pubblicità libraria a pagamento. L'anno 1903 ha visto il successo del lancio di una collezione di piccolo formato, molto a buon mercato, 30 centesimi e romanzi all'interno di un franco. La casa riceve il Prix Femina nel 1905 per Jean-Christophe di Romain Rolland, che sarà un successo enorme e imporrà il marchio. Nel 1908, appare Inferno di Henri Barbusse, che sarà venduto in più di 200 000 copie.
Albin Michel gradualmente si circonda di autori di successo come Pierre Benoit, Francesco Carco, Pierre Mac Orlan e pubblica anche scrittori stranieri come Cronin, Daphne du Maurier, Conan Doyle o poi, Vladimir Nabokov. L'editore ha rapidamente acquisito un vero talento alla scoperta di nuovi autori sconosciuti o emergenti.
Nel 1910, Albin Michel ha deciso di trasferire la propria attività a Rue Huygens, 22 a Parigi, dove affitta un immobile di 1400 m². Ne divenne poi proprietario nel 1929. Si interessa di letteratura straniera e crea, nel 1922, la collezione Les Maîtres de la littérature étrangère (Maestri della letteratura straniera).

### Il successo
Negli Anni Venti, ha comprato il catalogo della casa editrice di Paul Ollendorff, morto nel 1920, quindi, sviluppando il settore di saggistica, rilancia la notevole collezione fondata da Henry Berr, con autori come Lucien Febvre, Marcel Granet, Marc Bloch. I suoi autori più venduti durante il periodo tra le due guerre sono Pierre Benoit, Rolland, Colette, Maupassant... La casa editrice vinse, durante la vita di Albin Michel, ben tre Prix Goncourt. Non dimenticando il suo primo lavoro, Albin Michel ha inventato un premio per premiare i dipendenti delle librerie.
Muore di una bronchite infettiva il 2 marzo 1943 ed è sepolto nel cimitero di Bourg-la-Reine.

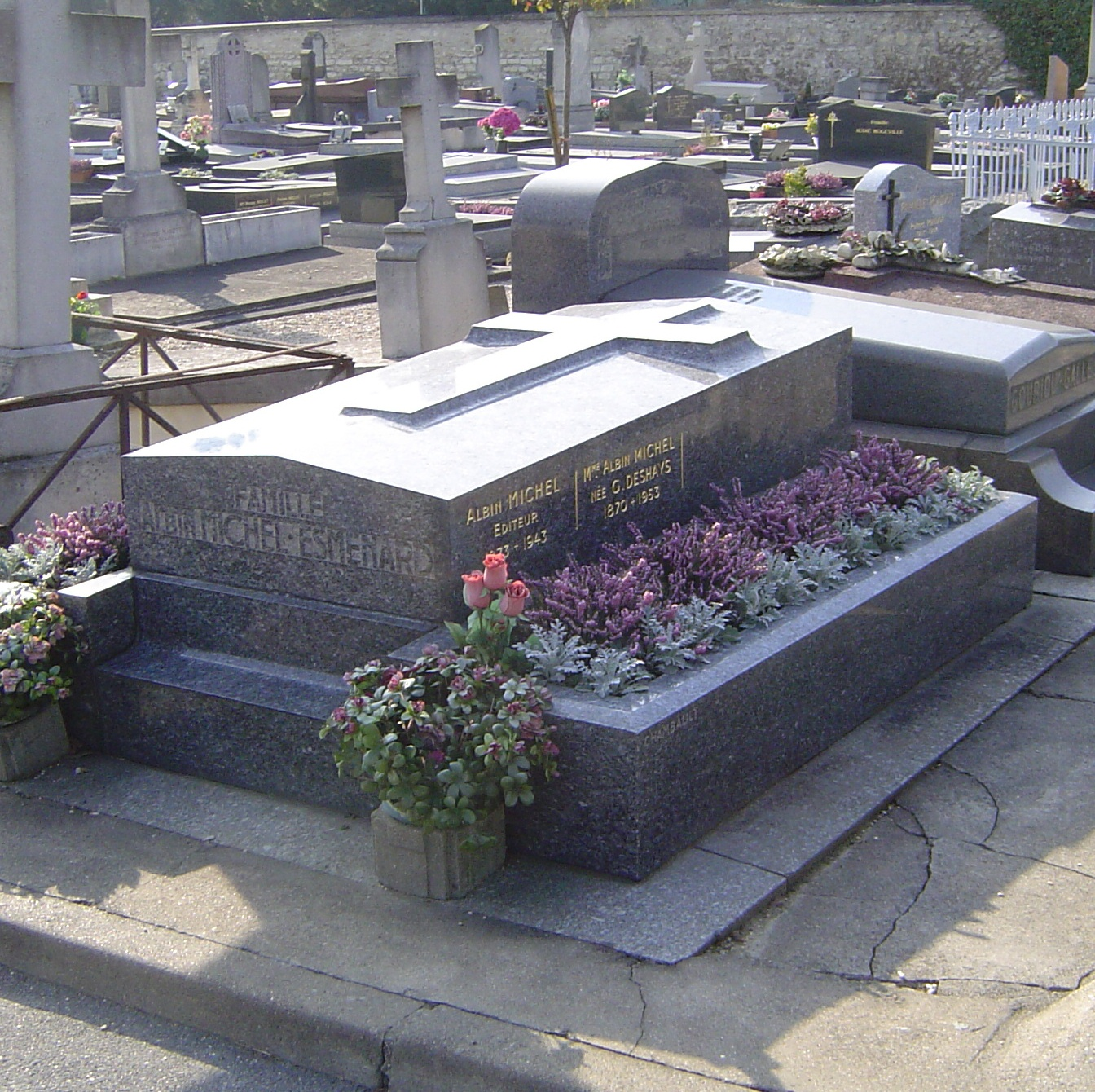
Tomba di Albin Michel nel cimitero di Bourg-la-Reine.

Oggi, ancora indipendente, Editions Albin Michel è il quarto gruppo editoriale francese.

## Irene Nemirovsky
Due anni prima della morte di Albin Michel, nel 1943, la sua casa editrice, dopo aver chiuso nei primi mesi del 1940 a causa dell'invasione tedesca, fu riaperta nel mese di giugno dal genero Robert Esménard che decide di pubblicare Irene Nemirovsky e fornirle assistenza finanziaria, in un contesto in cui all'autrice, perché ebrea, era stata rifiutata la pubblicazione da tutte le case editrici di Parigi. Con il suo direttore letterario André Sabatier e Robert Esménard fornì successivamente aiuto ad Elizabeth e Denise Epstein, le figlie di Irene Nemirovsky (quest'ultima era stata deportata a Auschwitz nel mese di luglio del 1942, morendovi dopo un mese di detenzione).